# Kathrin Kroll-Ludwigs
Kathrin Kroll-Ludwigs (* 1975 als Kathrin Kroll) ist eine deutsche Rechtswissenschaftlerin und Hochschullehrerin an der Fachhochschule Aachen.

## Leben
Kroll-Ludwigs studierte von 1996 bis 2001 Rechtswissenschaften an der Rheinische Friedrich-Wilhelms-Universität Bonn, an der Universität Leipzig sowie an der Universität Genf. Im Jahre 2003 wurde sie an der Juristenfakultät in Leipzig nach mehrmonatigem Forschungsaufenthalt an der Golden Gate University of San Francisco mit der Dissertation Zwischen Vertragsfreiheit und Inhaltskontrolle: zur Frage der Wirksamkeit vorehelicher Unterhaltsverzichte. Eine rechtsvergleichende Betrachtung des deutschen und kalifornischen Rechts promoviert. Später arbeitete sie von 2005 bis 2011 als Wissenschaftliche Mitarbeiterin an der Rechts- und Staatswissenschaftlichen Fakultät der Bonner Universität bei Nina Dethloff. Dort habilitierte sie sich unter Dethloffs Betreuung 2011 mit der Arbeit Die Rolle der Parteiautonomie im europäischen Kollisionsrecht. Sie erhielt die Venia legendi für Bürgerliches Recht, Internationales Privatrecht und Rechtsvergleichung sowie Europäisches Privatrecht. In diesem Bereich siedelt sich auch die Forschung von Kroll-Ludwigs an.
Kroll-Ludwigs war nach Lehrstuhlvertretungen als Privatdozentin an den Universitäten Mannheim, Freiburg und Halle in den Jahren 2011 und 2012 von 2013 bis 2017 Referentin für Internationales Privatrecht sowie Familien- und Erbrecht am Deutschen Notarinstitut (DNotI) in Würzburg.
Kroll-Ludwigs folgte 2017 einem Ruf als Professorin für Wirtschaftsrecht, insbesondere Gesellschafts-, Handels- und internationales Privatrecht an die FH in Aachen. Sie ist seit 2021 stellvertretende Gründungsdirektorin der Abteilung „Unternehmen und Märkte“ beim Promotionskolleg NRW.
Kroll-Ludwigs ist mit Markus Ludwigs verheiratet.

## Rezeption
Die Habilitationsschrift von Kroll-Ludwigs zur Rolle der Parteiautonomie im europäischen Kollisionsrecht wurde in drei Fachzeitschriften besprochen. Gunther Kühne bescheinigt ihr dabei: „[...] im Werdegang einer wissenschaftlichen Disziplin gibt es immer wieder Denkansätze, die um der dialektischen Fortentwicklung willen einmal mit aller Stringenz und Konsequenz in die Diskussion eingeführt werden müssen, um der wissenschaftlichen Auseinandersetzung neue Impulse  zu verleihen. Das Werk von Kathrin Kroll-Ludwigs kann diesen Rang für sich in Anspruch nehmen.“ Michael Stürner kommt bei seiner Besprechung zu einem ähnlichen Ergebnis: „Kroll-Ludwigs hat eine Arbeit vorgelegt, die geradezu lehrbuchartig die Grundlagen der Parteiautonomie beleuchtet. Über die Grundthese lässt sich streiten, nicht aber über die Notwendigkeit der Diskussion über die Rolle der Parteiautonomie als solcher. Denn sie wird der weiteren Entwicklung des Kollisionsrechts mit Sicherheit ihren Stempel aufdrücken.“ Christian Kohler schließt seine Besprechung mit der Einschätzung: „[...] auch wenn die Verfasserin nach alledem mit dem Gesamtkonzept einer grundsätzlich freien Rechtswahl im europäischen Kollisionsrecht über das Ziel hinaus schießt, sind ihre sorgfältig entwickelten Argumente und Anregungen – so zur Entwicklung einer Abschluss- und Inhaltskontrolle von Rechtswahlvereinbarungen – bedenkenswert und geben ernsthafte Anstöße für die weitere Diskussion über Grundlagen und Reichweite der Parteiautonomie im europäischen Familien- und Erbrecht.“

## Schriften (Auswahl)
- Die Rolle der Parteiautonomie im europäischen Kollisionsrecht, Mohr Siebeck, Tübingen 2013, ISBN 978-3-16-151950-5.
- Zwischen Vertragsfreiheit und Inhaltskontrolle: zur Frage der Wirksamkeit vorehelicher Unterhaltsverzichte, Roderer, Regensburg 2004, ISBN 978-3-89783-409-5.
- Kommentierung: Vor § 1297 BGB (Einleitung Familienrecht); vor § 1297 bis § 1302 BGB (Verlöbnis); vor § 1353 bis § 1362 BGB (Allgemeine Ehewirkungen). In: Erman, Bürgerliches Gesetzbuch, Handkommentar, hrsg. v. Harm Peter Westermann/Barbara Grunewald/Georg Maier-Reimer, Band 2, 16. neu bearbeitete Aufl., Otto Schmidt, Köln 2020, ISBN 978-3-504-47104-0.
- Kommentierung §§ 1835–1867. In: Münchener Kommentar zum BGB, hrsg. v. Hartmut Oetker/Roland Rixecker/Jürgen Säcker, Band 10, C.H. Beck, München 2022, ISBN 978-3-406-76680-0.